# Lista tras koncertowych L’Arc-en-Ciel
Artykuł przedstawia listę tras koncertowych japońskiego rockowego zespołu L’Arc-en-Ciel z wyjątkiem specjalnych wystąpień i pojedynczych koncertów, które nie zostały powiązane z żadną z tras.
| Nr  | Rok        | Nazwa trasy                                                                 | Kraje |
| --- | ---------- | --------------------------------------------------------------------------- | --- |
| 1.  | 1993       | Close by DUNE                                                               | - Japonia |
| 2.  | 1993       | FEEL OF DUNE                                                                | - Japonia |
| 3.  | 1994       | ノスタルジーの予感                                                          | - Japonia |
| 4.  | 1994       | L'Arc〜en〜Ciel Tour Sense of time '94                                      | - Japonia |
| 5.  | 1995       | L'Arc〜en〜Ciel in CLUB '95                                                 | - Japonia |
| 6.  | 1995       | L'Arc〜en〜Ciel TOUR heavenly '95                                           | - Japonia |
| 7.  | 1995       | L'Arc〜en〜Ciel The other side of heavenly '95                              | - Japonia |
| 8.  | 1996       | L'Arc〜en〜Ciel Kiss me heavenly '96                                        | - Japonia |
| 9.  | 1996       | L'Arc〜en〜Ciel BIG CITY NIGHTS ROUND AROUND '96                            | - Japonia |
| 10. | 1996 -1997 | FRESH LIGHT PRESENTS L'Arc〜en〜Ciel CONCERT TOUR '96〜'97 Carnival of True | - Japonia |
| 11. | 1997       | Live Tour NIGHTMARE BEFORE CHRISTMAS EVE                                    | - Japonia |
| 12. | 1998       | L'Arc〜en〜Ciel Tour '98 ハートに火をつけろ!                                | - Japonia |
| 13. | 1999       | L'Arc〜en〜Ciel 1999 GRAND CROSS TOUR                                       | - Japonia |
| 14. | 2000       | L'Arc〜en〜Ciel CLUB CIRCUIT 2000 REALIVE                                   | - Japonia |
| 15. | 2000       | Yahoo! JAPAN presents L'Arc〜en〜Ciel TOUR 2000 REAL                        | - Japonia |
| 16. | 2004       | L'Arc〜en〜Ciel SMILE TOUR 2004                                             | - Japonia - Stany Zjednoczone |
| 17. | 2005       | L'Arc〜en〜Ciel AWAKE TOUR 2005                                             | - Japonia |
| 18. | 2005       | L'Arc〜en〜Ciel ASIALIVE 2005                                               | - Japonia - Chiny - Korea Południowa |
| 19. | 2007       | L'Arc〜en〜Ciel Are you ready? 2007 またハートに火をつけろ!                 | - Japonia |
| 20. | 2007 -2008 | L'Arc〜en〜Ciel TOUR 2007-2008 THEATER OF KISS                              | - Japonia |
| 21. | 2008       | L'Arc〜en〜Ciel TOUR 2008 L'7 〜Trans ASIA via PARIS〜                      | - Francja - Japonia - Chiny - Tajwan |
| 22. | 2011       | L'Arc〜en〜Ciel 20th L'Anniversary TOUR                                     | - Japonia |
| 23. | 2012       | L'Arc〜en〜Ciel WORLD TOUR 2012                                             | - Japonia - Indonezja - Francja - Wielka Brytania - Stany Zjednoczone - Chiny - Korea Południowa - Honolulu - Tajlandia - Singapur - Tajwan |